# Торе Муцкија (Кјети)
Торе Муцкија (итал. Torre Mucchia) је насеље у Италији у округу Кјети, региону Абруцо.
Према процени из 2011. у насељу је живело 21 становника. Насеље се налази на надморској висини од 58 м.